# 夜明島川

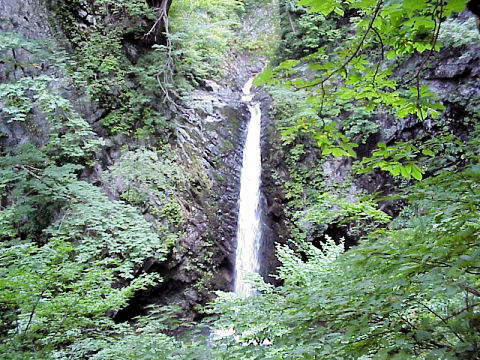
泊滝（夜明島渓谷）

夜明島川（よあけしまがわ）は、秋田県鹿角市を流れる米代川支流の川である。

## 地理
鹿角市南西の三ッ又森・三方高付近に源を発して北へ流れ、同市八幡平（松館地区）で米代川に合流する。流域には、かつて金鉱山があった。

## 伝説
夜明島の名前の由来は、天狗伝説や民話ではだんぶり長者伝説に仮託されている。だんぶり長者の召使いのうちには、目、鼻、手長、足長の4人がおり、それぞれの名が示すとおりの神通力を持っていた。4人は沢山の手下を持ち、山根を招いたり、山や沢頭を切り開いて、田畑を造った。田山から瀬ノ沢を経て花輪に通じる通称花輪越や田山から兄川、畏部（ほろべ）を経て小豆沢を通り比内に通じる道路を切り開き、よく長者を助けた。人間以上に働くので、この4人と手下共を天狗と呼んでいた。天狗共は湯瀬温泉から八幡平（小豆沢）の間を渓谷（湯瀬渓谷）を切り開き橋を一夜にして架けた。これが有名な天狗橋と伝えられている。天狗共は天狗橋を架けると、秋田に通じる仙北道を拓くためにでかけた。天狗共は天狗橋を架けるのに時間がかかり、途中で夜が白々と明けはじめ、天狗共は帰ってきてしまい失敗した。そのため、この場所は夜明嶋と呼ばれるようになった。
1833年（天保3年）に写された南部叢書1巻に収録されている『鹿角根元記』ではこの沢はもとは若狭沢と記載されており、天狗単独で語られている。秋田叢書8巻に収録されている1838年（天保9年）の伊藤為憲の『鹿角縁起』や秋田叢書3巻に収録されている菅江真澄が1785年（天明5年）に記録した『鹿角根元記』では、この話は記録されていない。

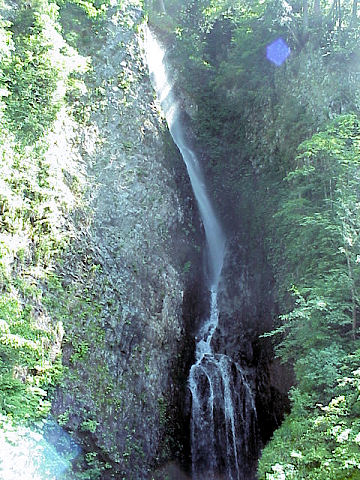
茶釜の滝

今から400年程前、鹿角郡曙字夏井の郷士で大石太右衛門という、隣村の宮川村一帯にまで威武を誇っていた40を越す壮年期の男がいた。「天狗のような神通力を備えた武芸者になるのだ」と太右衛門は夜明け島の奥深く住むという天狗に憧れた。「武芸成らずば帰らじ」との言葉を残して太右衛門は渓谷に分け入っていった。泊滝で「八幡大菩薩、われに神力を授け給え」と合掌すると、滝は「われは女滝、そなたの願いに添え得ぬ身、許せよ太右衛門さま」という。太右衛門はさらに奥に進み、茶釜の滝で合掌瞑目していると滝は「わしはいかにも男滝じゃがすでにして老齢、汝の願いには答えられぬ。許せよ太右衛門」と言う。太右衛門は失望しながらとぼとぼ往路を取って返す。広川原を降り栗根沢のトッチャカ森まで引き返したとき、心労の疲労に耐えきれず、どっと五体はくずれおれた。「神も仏もこの世になきや、夜明け島の天狗は大ウソじゃ」と悩む太右衛門はこのとき放屁する。大音は渓谷に響きわたった。「これぞわが力まだ失せぬ証拠。とってかえしていま一度願おうぞ」と渾身の力を振り絞り茶釜の滝に引き換えした太右衛門は夜を日についで一心不乱に祈り続けた。月夜のある日ついに滝は太右衛門に答えた「それほどまでの願いとあらば、わが神力の一端を授けん、われと共に来たれ」と言うと、滝の化身の夜明け島の天狗が太右衛門に教える。道場はハネ石、トビ石。水を飛び岩をくぐる血の修行が続いた。ある年の一日、ついに太右衛門の五体は十間余りのハネ石とトビ石を見事に飛んだという。

## 景勝地
- 夜明島渓谷（よあけしまけいこく） - 鹿角市八幡平にある渓谷。高さ100mといわれる茶釜の滝（日本の滝百選）のほか、泊滝、雲上の滝など多くの滝がある。
- 1952年(昭和27年)6月20日の秋田魁新報社主催の第一回秋田県観光三十景(有効投票約百九十五万票)では第27位(三万五千一票)に選出された[4]。